# Stakendorf
Stakendorf település Németországban, Schleswig-Holstein tartományban. Lakosainak száma 476 fő (2023. december 31.).

## Népesség
A település népességének változása:
| Lakosok száma | 482  | 465  | 477  | 470  | 463  | 476  |
|               | 1975 | 2017 | 2019 | 2021 | 2022 | 2023 |